# Santa Llúcia d'Aravell
Santa Llúcia d'Aravell és una antiga capella romànica del veïnat d'Aravell, en el municipi de Montferrer i Castellbò (Alt Urgell), protegida com a bé cultural d'interès local. Les restes es troben en un bosc a tres quilòmetres a l'oest d'Aravell.

## Descripció
És un edifici molt transformat i en estat totalment ruïnós, que consta d'una sola nau coberta amb volta de canó de perfil rebaixat, de la qual només en resta un fragment proper al mur de llevant. Aquest mur, que tanca l'obertura de l'absis semicircular, és del mateix ample que la nau i devia constituir la capçalera original de l'edifici. El mur sud de la nau, i en menor mesura, el mur nord, presenten evidències d'haver estat reformats. L'única finestra conservada, de doble esqueixada, se situa a la façana sud, prop del mur del presbiteri. A la mateixa façana es troba la porta d'accés, totalment desfeta. L'edifici és construït amb un parament de reble, molt irregular, i lligat amb fang, amb abundants restes d'arrebossat de calç.

## Història
La capella és esmentada en la visita pastoral de 1758 i en el Pla Parroquial del Bisbat d'Urgell de 1904 com a capella -pública- de Santa Llúcia del terme d'Aravell, annexa a l'església parroquial d'Adrall.